# Дейли, Лиза
Ли́за Де́йли — американская писательница, эксперт в области романтических отношений и свиданий. В этой роли является постоянным экспертом телепередачи Daytime, широко синдицируемой в США.
Также является частым гостем других теле- и радиопередач и публикаций в СМИ. В частности, она цитировалась в таких изданиях как Men's Health, Glamour, Advertising Age,  Woman's World, New York Times, The Globe and Mail и много других. В 2009-2010 годах она издавалась в The Huffington Post.
В 2005 году в качестве эксперта с отношений она снялась в документальном фильме «Hitch: The Dating Experts», появившемся на DVD-релизе фильма «Правила съёма: Метод Хитча» с Уиллом Смитом.

## Творчество
Лиза Дейли пишет как художественную литературу, так и нехудожественные книги об отношениях. Её первая книга «Stop Getting Dumped!» («Хватит быть брошенной», 2002) стала бестселлером в США и Великобритании.
Её первый роман «Fifteen Minutes of Shame» («Пятнадцать минут позора», 2008) является романтической комедией об эксперте в области свиданий, которая посреди телеэфира узнала от ведущего, что её муж подал на развод. Книга получила награду журнала Romantic Times за лучший роман 2008 года в жанре чик-лит. Права на производство фильма по книге выкупил сценарист фильмов «Проклятие» и «Проклятие 2» Стефен Саско.
Её второй роман «Beauty» («Красота», 2012) о девушке, которая мечтает стать красивой, а на следующее утро просыпается самой красивой девушкой города. Однако за исполнение желания приходится платить. Книга переведена на немецкий, шведский, норвежский и финский языки.

## Книги
Лиза Дейли является автором таких книг:
- Stop Getting Dumped!, Plume, 2002.
- Fifteen Minutes of Shame, Plume, 2008.
- How To Date Like a Grown Up, Sourcebooks Casablanca, 2009.
- Is He Cheating?, Siesta Key House, 2012.
- Is She Cheating?, Siesta Key House, 2012.
- Beauty, Razorbill, 2012.

Эссе Лизы Дейли также вошло в сборник:
- Southern Fried Farce: A Buffet of Down-home Humor from the Best of Southern Writers, edited by Henry Oehmig, Jefferson Press, 2007.

## Внешние ссылки
- Официальный сайт Лизы Дейли
- Официальный блог Лизы Дейли
- Лиза Дейли (англ.) на сайте Internet Movie Database